# بلدة نورثفيل (ميشيغان)
نورثفيل (بالإنجليزية: Northville Township, Michigan)‏ هي بلدة تقع بولاية ميشيغان في الولايات المتحدة. تبلغ مساحتها 43 (كم²)، وترتفع عن سطح البحر م، بلغ عدد سكانها 28497 نسمة في عام 2010 حسب إحصاء مكتب تعداد الولايات المتحدة .

## وصلات خارجية
- - The US50 - Cities and Towns in Michigan State
- Michigan Cities and Towns, Facts, Map, Flag, Colleges, Government, and More